# Szałkowszczyzna (Białoruś)
Szałkowszczyzna (biał. Шалкоўшчына; ros. Шелковщина) – wieś na Białorusi, w obwodzie mińskim, w rejonie miadzielskim, w sielsowiecie Miadzioł.

## Historia
W czasach zaborów wieś w granicach Imperium Rosyjskiego.
W dwudziestoleciu międzywojennym wieś leżała w Polsce, w województwie wileńskim, w powiecie duniłowickim (od 1926 postawskim), w gminie Mańkowicze (od 1927 gmina Hruzdowo).
Według Powszechnego Spisu Ludności z 1921 roku zamieszkiwały tu 43 osób, 26 było wyznania rzymskokatolickiego, a 17 prawosławnego. Jednocześnie 8 mieszkańców zadeklarowało polską przynależność narodową, 5 białoruską, a 31 litewską. Było tu 8 budynków mieszkalnych. W 1931 w 21 domach zamieszkiwało 151 osób.
Miejscowość należała do parafii rzymskokatolickiej w Miadziole i prawosławnej w Mańkowiczach. Podlegała pod Sąd Grodzki w Postawach i Okręgowy w Wilnie; właściwy urząd pocztowy mieścił się w Mańkowiczach.
W 1938 roku wieś należała do gromady Łotwa gminy Hruzdowo.
Po agresji ZSRR na Polskę w 1939 roku wieś znalazła się w granicach BSRR. W latach 1941–1944 była pod okupacją niemiecką. Następnie leżała w BSRR. Od 1991 roku w Republice Białorusi.